# Jaquay Walls
Jaquay Walls (Brooklyn, Nueva York, 3 de abril de 1978) es un exjugador de baloncesto estadounidense que jugó tres temporadas como profesional en ligas europeas. Con 1,90 metros de estatura, lo hacía en la posición de base. Actualmente ejerce como entrenador asistente en la Mississippi Valley State University.

## Trayectoria deportiva

### Universidad
Tras pasar dos años en el Community College de Compton, en los que promedió 11,7 puntos y 6,7 asistencias en su primera temporada y 14,3 puntos y 5,2 asistencias en la segunda, jugó dos temporadas más con los Buffaloes de la Universidad de Colorado, en las que promedió 14,3 puntos, 3,2 rebotes, 4,5 asistencias y 1,5 robos de balón por partido. En su última temporada fue incluido en el mejor quinteto de la Big 12 Conference.

### Profesional
Fue elegido en la quincuagésimo sexta posición del Draft de la NBA de 2000 por Indiana Pacers, con quienes firmó un contrato no garantizado en el mes de septiembre, siendo cortado al mes siguiente, antes del inicio de la temporada. Fichó entonces por el Galatasaray, donde permaneció una temporada.
La temporada siguiente, fue elegido en el Draft de la NBA Development League de 2001 en el puesto 77 por los Asheville Altitude, pero no llegó a jugar en el equipo. Fichó entonces por el STB Le Havre de la Pro A francesa, donde sólo jugó 5 partidos, en los que promedió 13,2 puntos y 5,6 asistencias, siendo reemplazado en febrero de 2002 por Skeeter Henry.
No volvió al baloncesto profesional hasta un año más tarde, en febrero de 2003, cuando fichó hasta final de temporada con el GET Vosges de la Pro B, la segunda división francesa. Acabó la temporada promediando 9,1 puntos y 4,0 asistencias por partido.